# The Second Coming (Church of Misery)
The Second Coming è il secondo album in studio del gruppo musicale doom metal giapponese Church of Misery, pubblicato nel 2004. Come avviene solitamente per questa band, molte canzoni sono biografie di serial killer; in questo caso, gli assassini presenti sono Ted Bundy, Mark Essex, Andrei Chikatilo, Aileen Wuornos e Dean Corll.
Contiene anche la cover di One Way...Or Another dei Cactus.

## Tracce
1. I Motherfucker (Ted Bundy) – 6:04
2. Soul Discharge (Mark Essex) – 4:09
3. Red Ripper Blues (Andrei Chikatilo) – 6:59
4. Filth Bitch Boogie (Aileen Wuornos) – 4:46
5. One Way...Or Another – 5:20
6. Candy Man (Dean Corll) – 7:43
7. El Topo – 5:36